# Republiqueta de Santa Cruz

Bandera usada por los patriotas de Santa Cruz.

La Republiqueta de Santa Cruz se refiere al territorio controlado por la guerrilla independentista y tropas regulares adherentes a las Provincias Unidas del Río de la Plata. Éstas lucharon contra los realistas españoles durante la guerra de independencia hispanoamericana en la región en torno a la ciudad de Santa Cruz de la Sierra (actual Bolivia), al mando, en lo militar, del coronel Ignacio Warnes, y en lo político por Juan Antonio Alvarez de Arenales entre 1813 y 1816. Desde ese año hasta 1825, estuvo al mando de José Manuel Mercado. Llegó a contar con unos 1000 regulares y 2000 indígenas en sus filas.

## Antecedentes
Como consecuencia de la Revolución de Mayo en Buenos Aires, en agosto de 1810 el capellán José Andrés de Salvatierra lideró un complot revolucionario en el Fuerte de Membiray en la región de Cordillera en el actual departamento de Santa Cruz de Bolivia. Junto al emisario de la Primera Junta de Buenos Aires, capitán Eustaquio Moldes, se dirigieron a Santa Cruz de la Sierra y allí con la adhesión de los emisarios de la Revolución de Chuquisaca de 1809: Dr. Juan Manuel Lemoine y Dr. Antonio Vicente Seoane, junto con el segundo comandante de Membiray, coronel Antonio Suárez, incentivaron a que el 24 de septiembre de 1810 se produjera un movimiento popular en la ciudad, donde un cabildo abierto depuso al subdelegado Pedro José Toledo y se formó una "Junta Provisoria", adhiriéndose a la Junta de Buenos Aires. La fecha del pronunciamiento es discutida, ya que algunas fuentes mencionan que el hecho se dio el 27 de mayo de 1811, y no así el 24 de septiembre de 1810. Esta junta estaba conformada por Antonio Vicente Seoane, Antonio Suárez, José Andrés de Salvatierra, Juan Manuel Lemoine y Eustaquio Moldes. No está claro quién la presidió, pero algunos historiadores como Durán Canelas afirman que fue Suárez. Este había sido tentado por los emisarios junto con el comandante del fuerte coronel José Miguel Becerra, quien se negó y pretendió resistir en Membiray cuando Salvatierra regresó al fuerte. Este fue arrestado, pero cuando Moldes se dirigió hacia allí para capturarlo, Becerra se refugió en la hacienda de Pirití. Salvatierra formó una fuerzas de 300 jinetes y 1200 indígenas, con la cual Moldes fue en busca de Becerra, pero este huyó a Cochabamba, en donde se presentó ante el intendente Francisco del Rivero.
Pocas semanas después la junta fue disuelta y Seoane asumió como subdelegado nombrado por el intendente de Cochabamba. Juan Manuel Lemoine fue nombrado gobernador de Chiquitos. El canónigo José Manuel Seoane fue elegido para incorporarse a la Junta de Buenos Aires.
El 27 de mayo de 1811 se formó una junta subalterna, independiente de Cochabamba, presidida por Seoane e integrada además por Suárez y Salvatierra.
Tras la derrota revolucionaria en la Batalla de Huaqui del 20 de junio de 1811, el teniente coronel Becerra ayudado por el comandante luso-brasileño Alburquerque, quien invadió Chiquitos y Cordillera y restauró el gobierno realista en Santa Cruz de la Sierra entre agosto y septiembre. Luego Becerra ocupó Membiray el 11 de noviembre y apresó a Salvatierra. El 22 de noviembre de 1811 fue nombrado por José Manuel de Goyeneche como gobernador intendente de la nueva Intendencia de Santa Cruz de la Sierra, separada de la jurisdicción de la Intendencia de Cochabamba. Antonio Vicente Seoane logró huir al Partido de Yungas uniéndose a José Miguel Lanza, líder de la Republiqueta de Ayopaya. 
El coronel realista Antonio Álvarez de Sotomayor junto con el coronel Huici avanzaron desde Santa Cruz hacia Cochabamba, destruyendo el pueblo de Pucará en Vallegrande.
Ante el nuevo avance del Ejército del Norte al Alto Perú liderado por Manuel Belgrano el coronel Antonio Suárez, tras la fuga al Brasil de Becerra del 4 de marzo de 1813, retornó de la Cordillera, recuperó la ciudad y asumió el gobierno de la Intendencia de Santa Cruz el 18 de marzo.
En abril de 1813 los capitanes Clemente Gandarillas, José Manuel Surita y N. Cueto se apoderaron de Vallegrande.
El 25 de mayo de 1813 Suárez envió una comunicación a la Asamblea del año XIII:

Soberano Señor:

La feliz nueva de hallarse constituida la soberanía de las Provincias Unidas del Río de La Plata en la majestuosa corporación de la Asamblea General que V.M. dignamente representa; ha colmado el periodo del más extraordinario júbilo a los habitantes de este pueblo leal, con el reconocimiento, sumisión y juramento que ha prestado, luego que llegaron los impresos dirigidos a este vuestro Gobierno y Cabildo por el Excmo. supremo poder ejecutivo, celebrándose tan augusto acontecimiento con iluminación por tres días consecutivos, salvas de artillería, repiquetes generales, misa de gracias con te-deum en esta santa Iglesia Catedral, para implorar al verdadero Dios de los ejércitos, derrame sus auxilios y gracias sobre la excelsitud de V.M. directorios a la consolidación de la paz y felicidad de esta parte occidental (...) Sala Capitular de Santa Cruz.

Belgrano designó a Ignacio Warnes como gobernador, quien llegó a la ciudad y asumió el 24 de septiembre. Llegó a la ciudad con una fuerza de sólo 25 soldados, entre ellos sólo dos de la región: José Manuel Mercado y Gilberto Rodríguez. Junto con Warnes envió Belgrano a Santa Cruz de la Sierra al coronel Santiago Carreras para que organizara uno o dos batallones allí, y al comandante Saturnino Salazar. El 26 de septiembre fueron elegidos diputados ante la Asamblea General Constituyente de Buenos Aires Suárez y Cosme Damián Urtubey.
Como consecuencia de las derrotas en las batallas de Vilcapugio y Ayohuma a fines de 1813, el ejército de Belgrano se retiró del Alto Perú y los diputados no pudieron llegar a Buenos Aires.
El jefe del ejército realista general Joaquín de la Pezuela envió al coronel Manuel Joaquín Blanco con una fuerza de 800 soldados y 2 cañones a Santa Cruz de la Sierra, venciendo al gobernador de Cochabamba, coronel Juan Antonio Álvarez de Arenales, en la Batalla de San Pedrillo el 4 de febrero de 1814. Álvarez de Arenales se refugió en la misión chiriguana de Abapó en el Partido de la Cordillera, comandando la Republiqueta de Vallegrande.

## Ignacio Warnes

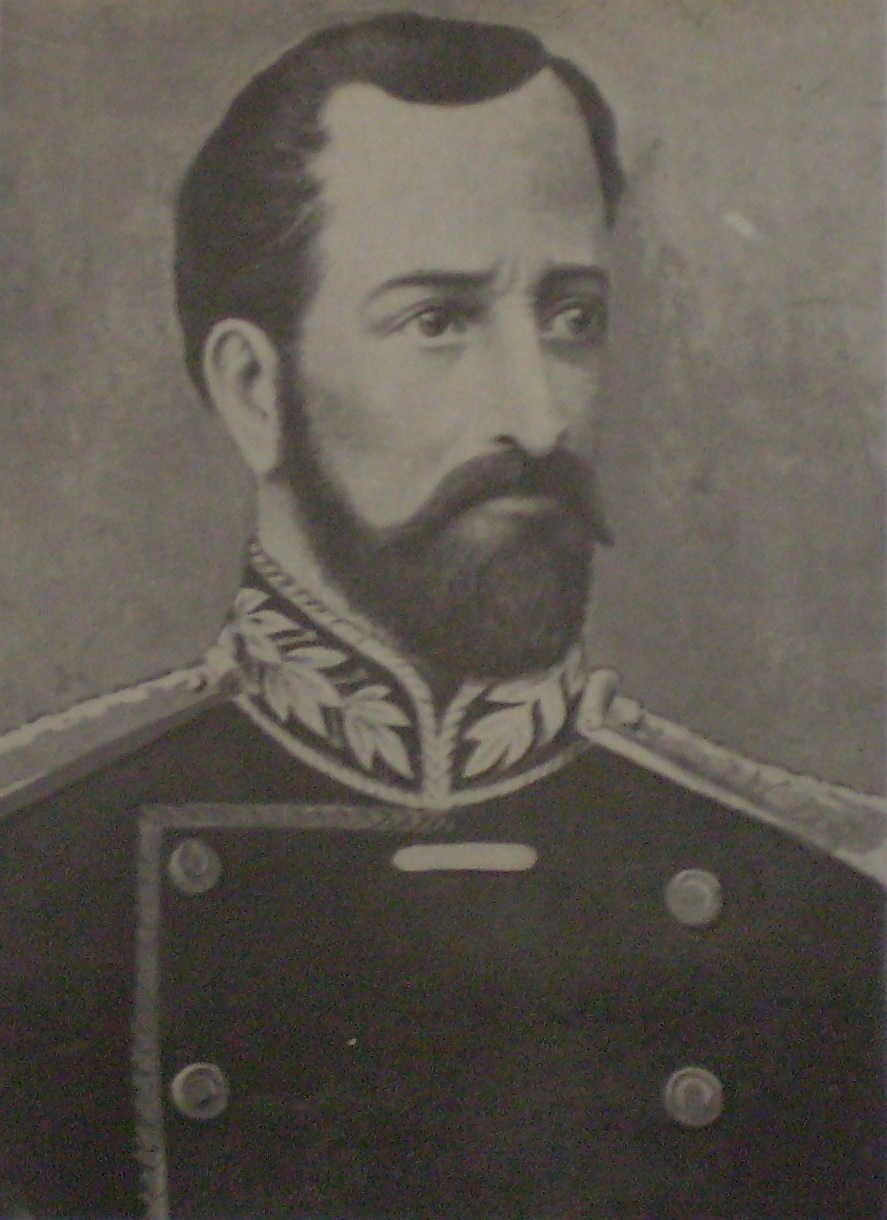
Ignacio Warnes.

El 15 de marzo de 1814, en consonancia con la misma medida dispuesta en Buenos Aires el año anterior, Warnes dispuso que todo esclavo que se incorporase al ejército desde ese día quedaría en libertad y formó con ellos el "Batallón de Infantería de los Pardos Libres". Después de que Álvarez de Arenales debiese abandonar Cochabamba, Warnes, pese a que no aceptó quedarle subordinado, le envió auxilios a su refugio de Abapó y envió a Mercado a fortificar el sitio de La Angostura. En abril de 1814 Warnes envió al capitán Saturnino Salazar hacia la misión de Nuestra Señora del Pilar de la Florida en la Cordillera, quien sostuvo con el coronel realista Manuel Joaquín Blanco el Combate de Petacas, uniéndose luego los ejércitos de Warnes y de Álvarez de Arenales, mientras el Dr. Ramón Durán quedaba interinamente al gobierno de Santa Cruz.
Poco después, en el mismo mes de abril, Blanco venció en La Angostura y luego en Las Horcas, tomando Santa Cruz de la Sierra a mediados de mes. Warnes se refugió en la misión de Abapó, junto con Arenales. Blanco envió al coronel Juan Francisco Udaeta con 200 infantes y 100 caballos a perseguir a los dispersos. Luego dejó 80 soldados en la ciudad al mando de Udaeta, quien realizó fusilamientos, mientras él se dirigió a la misión de Florida en la Cordillera.
El 25 de mayo de 1814 Warnes acompañó a Álvarez de Arenales, subordinándose a sus órdenes, en la victoria en la Batalla de La Florida sobre el realista Blanco, quien murió en la batalla, pero Álvarez de Arenales quedó seriamente herido, por lo que Warnes debió hacerse cargo del ejército. En esa batalla Warnes aportó 300 hombres que constituyeron la vanguardia al mando de Mercado y Álvarez de Arenales unos 700. Blanco contaba con unos 1200 hombres, (600 veteranos de infantería, 500 de caballería) y 2 piezas de artillería de calibre 4. En honor de la batalla, en Buenos Aires el director supremo Gervasio Antonio de Posadas ordenó que la calle más céntrica de la ciudad cambiara su nombre por el de Calle Florida y el 9 de noviembre de 1814 elevó al grado inmediato a los oficiales triunfantes. Las intenciones del jefe realista Joaquín de la Pezuela de avanzar sobre Tucumán se vieron frustradas a causa de la batalla.
Mientras Álvarez de Arenales controlaba Cochabamba, Warnes al día siguiente de la batalla retornó a Santa Cruz para recuperar la ciudad. Udaeta huyó con 300 soldados y se refugió en Chiquitos, poniéndose a las órdenes del gobernador teniente coronel Juan Bautista Altolaguirre. Los restos del ejército realista que escaparon de la batalla huyeron por el valle de Samaipata. 
El 18 de junio de 1815 el hacendado Leandro Suárez desde su hacienda en La Abra de Asusaquí avanzó con 200 hombres y ocupó la Islería o Punta de Durán, desafiando a Warnes, pero este logró hacerlo desistir de la sublevación. Días después Warnes envió a Chiquitos al capitán Inocencio Limpias en misión de paz para intentar detener los ataques a los patriotas chiquitanos, pero fue ejecutado con sus cuatro acompañantes. Esto hizo que el Cabildo de Santa Cruz de la Sierra se decidiera a sufragar los gastos de una expedición a Chiquitos. 
Warnes envió su renuncia a José Rondeau, quien la aceptó, pero el 11 de agosto Santa Cruz de la Sierra lo eligió gobernador. En la proclama al pueblo el 22 de agosto expresó:

Hize mi renuncia ante el Sr. General en Xefe, conociendo los peligros de una revolución, y la poca constancia y fortaleza de los que se preciaban de amantes de la libertad; y aunque se me admitió por aquel digno Xefe, la bondad de este benemérito Pueblo me reeligió el 11 del presente, haciendo que tomase posesión con las formalidades de estilo. Sigo ahora con la misma energía y empeño, y aún olvidado de mi mismo, por solo dar el lleno a las obligaciones de un cargo que me habéis confiado (...)

En la proclama a las tropas el 27 de agosto expresó:

Soldados de la patria: nuestros hermanos de Chiquitos nos llaman (...) Que pueda yo conduciros de la mano ante la presencia de nuestro Excmo. Supremo Director y General en Xefe D. José Rondeau para que conozca los héroes libertadores de la América del Sud (...)

El 28 de agosto de 1815 Warnes partió junto a 1600 soldados rumbo a Chiquitos, comunicándolo a Buenos Aires y dejando a Mercado al mando del gobierno. El 6 de septiembre recibió del coronel Santiago Carreras, nuevo gobernador de Santa Cruz nombrado por Rondeau en desaprobación de la expedición de Warnes, y una comunicación con la orden enviada de regresar a Buenos Aires con un nuevo destino. Luego de consultar a sus oficiales, la desobedeció en beneficio de la importancia que tendría la expedición, continuando la marcha e incorporando indígenas chiquitanos al ejército luego de negociar con varias tribus. 
El ejército realista, al conocer la aproximación de las fuerzas de Warnes, dejó sus posiciones en la estancia de Santa Lucía y se dirigió a la de Santa Bárbara. El 7 de octubre, con 2000 hombres del Escuadrón Cazadores, un batallón de infantería y el batallón Pardos Libres, venció a los 2500 hombres de los coroneles Juan Bautista Altolaguirre —quien murió en la batalla— y Udaeta quien fugó al Mato Grosso (Brasil), en la Batalla de Santa Bárbara, a cuatro leguas de San Rafael, capital de Chiquitos. Los realistas tuvieron unos 600 muertos en la batalla. Warnes envió al comandante Salazar con 100 en persecución de Udaeta y al día siguiente ocupó San Rafael. El 14 de octubre Warnes dirigió al general Rondeau el parte de la batalla y el día 16 hizo una proclama a los pueblos de Chiquitos y luego envió de regreso a Santa Cruz de la Sierra al Batallón de Pardos Libres. El 29 de noviembre Rondeau fue vencido en Sipe Sipe, quedando nuevamente aislados los patriotas de Santa Cruz ante el retiro del ejército a Jujuy.
Mientras Warnes se dedicaba a organizar Chiquitos, el gobernador de Santa Cruz, coronel Santiago Carreras, intentó reconciliar la ciudad y se rodeó de simpatizantes de los realistas, lo que lo hizo sospechoso de querer restaurar la esclavitud. Luego de castigar a algunos soldados, se originó una asonada en la que fue asesinado por hombres del Batallón de Pardos Libres el 16 de abril de 1816. Mercado quedó interinamente al mando mientras el ejército elegía al día siguiente a Warnes como gobernador. Al enterarse de la muerte de Carreras abandonó el gobierno de Chiquitos y regresó a Santa Cruz de la Sierra para reasumir como gobernador.
Francisco Javier Aguilera, luego de vencer y matar a Manuel Ascensio Padilla el 14 de septiembre, recibió órdenes de dirigirse a Santa Cruz de la Sierra en busca de Warnes, a quien enfrentó en la Batalla de El Pari el 21 de noviembre de 1816, a consecuencia de la cual murió Warnes. Su cabeza fue exhibida en una pica en la plaza principal de Santa Cruz de la Sierra, en la que entró Aguilera dos o tres días después.
Las fuerzas de Aguilera estaban formadas por el Batallón Fernando VII, el Talavera de la Reina, dos divisiones de Cochabamba y dos piezas de artillería, con 1600 hombres. Las fuerzas de Warnes contaban con 1000 hombres, comandando la caballería, el coronel Mercado, la infantería el comandante Saturnino Salazar y la artillería el comandante Rocha. Esta fue la batalla más sangrienta de la guerra de la independencia americana con 200 realistas y 350 revolucionarios sobrevivientes.

## José Manuel Mercado

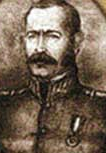
José Manuel Mercado, apodado el colorao.

Aguilera se convirtió en el nuevo gobernador realista de Santa Cruz, llevando a cabo ejecuciones y restableciendo la esclavitud. Se mantuvo de manera autónoma con respecto a Pedro Antonio Olañeta. Mercado logró reunir unos 350 hombres sobrevivientes de la batalla y se dirigió a la Cordillera de los chiriguanos, refugiándose en la antigua misión franciscana de Saipurú, manteniendo la lucha contra Aguilera. Las fuerzas de Mercado se unieron a las del caudillo Vicente Umaña, quien también operaba en la región. El 2 de abril de 1817 dirigió el parte de la Batalla del Pari al Cuartel General del Ejército del Norte en Tucumán. El 3 de julio de 1817 Aguilera logró derrotar a Mercado a orillas del río Grande, luego lo persiguió y lo derrotó completamente el 17 de julio. El 9 de noviembre de 1817 Mercado atacó la ciudad, pero fue nuevamente derrotado. El 24 de diciembre de 1818 logró entrar en la ciudad, produciendo el golpe de mano de Noche Buena, pero la abandonó prontamente esa misma noche, regresando a Saipurú. Para prevenir nuevos ataques, Aguilera fortificó la ciudad.
A fines de 1820 Mercado logró derrotar y capturas columnas realistas en Abapó y Saipurú, por lo que Aguilera envió a su hermano Lorenzo de Aguilera con un destacamento que fue derrotado en Saipurú.
Aguilera estableció su cuartel general en Vallegrande, desde donde se enteró en enero de 1821 que Mercado merodeaba Santa Cruz de la Sierra, ciudad que había tomado por una noche en diciembre de 1820, por lo que salió en su persecución alcanzándolo al sur de la ciudad sobre el río Grande y derrotándolo nuevamente provocándole muchas bajas. A consecuencia de esa derrota, Mercado se refugió en Saipurú y su compañero José Manuel Baca, alias Cañoto, buscó refugio entre las fuerzas de Martín Miguel de Güemes en Salta. 
El 22 de abril de 1822 en una revuelta en San Pedro la capital de Moxos, murió el gobernador de esa provincia coronel Francisco Javier de Velazco. Aguilera logró sofocar la insurrección y trasladó la capital de Moxos a Trinidad.
El 15 de junio de 1823 el capitán Baca regresó a Saipurú desde la Argentina, subordinándose a Mercado.
A principios de 1824 se produjo la Rebelión de Olañeta, que fue respaldada por Aguilera. Mercado y otros guerrilleros patriotas se unieron a ellos, por lo que Aguilera lo nombró gobernador de Santa Cruz el 28 de noviembre de 1824 y se dirigió a la Cordillera para reunir las fuerzas, pero el cabildo se negó a aceptar a Mercado y nombró interinamente a Juan Manuel Arias, retirándose Mercado a Saipurú. El 3 de enero de 1825 Aguilera nombró gobernador a su hermano el teniente coronel Tomás Aguilera.
Cuando se dirigían a Cochabamba para reprimir la sublevación de esa ciudad, el 26 de enero de 1825 las tropas de Aguilera se amotinaron en Chilón, tomándolo prisionero, pero logró escapar (ayudado por sus exsoldados que lo custodiaban) cuando lo trasladaban ante la presencia de Mercado en el Fuerte de Saipurú, dirigiéndose a Vallegrande, donde fue recapturado el 12 de febrero. Ese día fue depuesto el teniente coronel Blas Menacho, gobernador realista de Vallegrande y reemplazado por Marcelino de la Peña.

## La independencia
Tras el triunfo de Antonio José de Sucre en la Batalla de Ayacucho, el 14 de febrero de 1825 entró Mercado en Santa Cruz de la Sierra, depuso a Tomás Aguilera y fue proclamado gobernador; pero al día siguiente el cabildo nombró a Juan Manuel Arias, proclamándose la "Independencia de Santa Cruz" del dominio español. Sucre lo reemplazó por el comandante Francisco María del Valle, con el título de "Comandante en Jefe de los departamentos libres de Santa Cruz" y luego, envió a José Videla como "Presidente del Departamento". La guarnición realista de 190 infantes con 2 piezas de artillería se unió a las fuerzas independentistas. 
Los territorios dependientes de Santa Cruz se pronunciaron a favor de la revolución: Moxos (desde 1822 había dejado de tener un gobernador y fue agregado a Santa Cruz) el 22 de marzo de 1825, liderado por Anselmo Villegas y Chiquitos lo hizo también bajo el mando de Sebastián Ramos, ambos ex realistas. Cordillera había permanecido libre por ser el refugio de la republiqueta y en Vallegrande se había iniciado el movimiento revolucionario. Sin embargo Ramos solicitó el apoyo portugués, por lo que Sucre les envió un ultimátum, Chiquitos fue invadida por los portugueses y anexada a Mato Grosso el 15 de abril de 1825, pero luego el emperador Pedro I de Brasil repudió estos actos.
Aguilera huyó a la región entre Santa Cruz y Vallegrande (las Yungas de Arepucho) hasta que el 14 de octubre de 1828 encabezó un alzamiento realista en la ciudad de Vallegrande, pero fue vencido por Anselmo Rivas el 30 de octubre de 1828, logró huir pero fue apresado y fusilado el 23 de noviembre de 1828 en las cercanías a Vallegrande.